# چارلز فرانسیس ریشتر
چارلز فرانسیس ریکتر (در فارسی مشهور به ریشتر) (به انگلیسی: Charles Francis Richter؛ زاده ۲۶ آوریل ۱۹۰۰، همیلتون، اوهایو، ایالات متحده آمریکا – درگذشته ۳۰ سپتامبر ۱۹۸۵، پاسادینا، کالیفرنیا، ایالات متحده) زلزله‌شناس آمریکایی بود. شهرت او بیشتر به‌سبب پدید آوردن مقیاس لرزه‌نگاری ریشتر است که تا هنگام پدید آمدن بزرگای گشتاوری در ۱۹۷۹ میلادی مقیاس معمول اندازه‌گیری قدرت زمین‌لرزه به‌شمار می‌رفت.
ریشتر در خلال سال‌های ۱۹۵۹ تا ۱۹۶۰ به عنوان سفیر علمی آمریکا در ژاپن فعالیت می‌کرد. وی در دوران فعالیت خود مشغول توسعه کارهای ساختمانی برای مناطق زلزله خیز بود. در اثر هشدارهای ریشتر و توضیح نکات و مبانی پایه‌ای در ساخت و احداث تابلوها، اعلانات و دیگر موارد شهری و اعمال آن توسط مقامات دولت لس آنجلس در دهه ۶۰ میلادی باعت حفظ جان بسیاری از افراد گشت.
ریشتر در سال ۱۹۷۰ بازنشسته شد. وی در ۳۰ سپتامبر ۱۹۸۵ بر اثر نارسایی قلبی در پاسادینای کالیفرنیا درگذشت. او تلاش بسیاری در زمینه زلزله کرد.